# Lomographa testacea
Lomographa testacea är en fjärilsart som beskrevs av William Schaus 1901. Lomographa testacea ingår i släktet Lomographa och familjen mätare. Inga underarter finns listade i Catalogue of Life.